# Dean Harvey
Pour les articles homonymes, voir Harvey.
Dean Harvey né le 15 mars 2003 à Belfast, est un coureur cycliste irlandais. 

## Biographie
En 2021, Dean Harvey devient vice-champion d'Irlande sur route juniors (moins de 19 ans). Il représente également son pays aux championnats d'Europe puis aux championnats du monde juniors. L'année suivante, il termine quatrième du championnat d'Irlande sur route, et remporte à cette occasion le titre chez les espoirs (moins de 23 ans),. Il s'impose aussi sur diverses courses du calendrier national.
En 2023, il intègre l'équipe continentale Trinity Racing, qui forme de jeunes coureurs. Au mois de janvier, il devient champion national de cyclo-cross. Il commence ensuite sa saison sur route. Bon rouleur, il remporte deux autres courses irlandaises. Il termine par ailleurs deuxième du championnat d'Irlande du contre-la-montre espoirs, ou encore cinquième d'une étape du Tour du Japon.

## Palmarès sur route

### Par année
- 2021
  - 2e du championnat d'Irlande sur route juniors
- 2022
  -  Champion d'Irlande sur route espoirs
  - Travers Engineering Annaclone GP
  - 2e étape de la Rás Mhaigh Eo (contre-la-montre)
  - Shay Elliott Memorial Race
- 2023
  - Tour of the Mournes
  - Bobby Crilly Memorial
  - 2e du championnat d'Irlande du contre-la-montre espoirs
- 2024
  -  Champion d'Irlande sur route espoirs
  - 4e étape de la Rás Mumhan
  - 2e du championnat d'Irlande du contre-la-montre espoirs
- 2025
  -  Champion d'Irlande du critérium
  - Prix d'Aubagne
  - 9e étape du Tour de Martinique

### Classements mondiaux
| Année                                 | 2022  | 2023  | 2024 |
| ------------------------------------- | ----- | ----- | ---- |
| Classement mondial                    | 1066e | 2061e | 917e |
| UCI Europe Tour                       | 763e  | nc    | nc   |
|                                       |       |       |      |
| Légende : nc = non classéSource : UCI |       |       |      |

## Palmarès en cyclo-cross
- 2019-2020
  - 3e du championnat d'Irlande de cyclo-cross juniors
- 2022-2023
  -  Champion d'Irlande de cyclo-cross
- 2023-2024
  -  Champion d'Irlande de cyclo-cross
- 2024-2025
  -  Champion d'Irlande de cyclo-cross

## Palmarès en VTT
- 2023
  - 2e du championnat d'Irlande de cross-country
- 2024
  - 2e du championnat d'Irlande de cross-country